# ブサンダ
ブサンダ (Busanda) は、アメリカ合衆国で生産・調教されたサラブレッドの競走馬、および繁殖牝馬。競走馬としてアラバマステークスに優勝したほか、繁殖牝馬としてアメリカ競馬殿堂馬バックパサーの母となった。

## 経歴
父はアメリカ三冠馬ウォーアドミラル、母は名繁殖牝馬ラトロワンヌの娘である未勝利馬ビジネスライクである。ビジネスライクは祖母ラトロワンヌが瀕死の重傷を負った後に産んだ産駒として知られ、このことは後にブサンダを通して繋がっていく血統の貴重さを物語るための逸話としてよく語られている。
若い頃のブサンダはあまり力を発揮できず、2歳時はセリマステークスでベッドオローゼズの3着に入った程度の成績しか出せなかった。しかし次第に大きな競走で入着するようになり、3歳時になってコーチングクラブアメリカンオークスで3着に入り、その後アラバマステークスで優勝、大一番で初のステークス競走勝ちを手にした。
4歳シーズンはブサンダの絶頂期で、牡馬とも対決しながらニューキャッスルハンデキャップやサバーバンハンデキャップ、サラトガカップなどの競走に優勝した。サラトガカップは翌年も勝って連覇しており、5歳時にはこのほかダイアナハンデキャップにも勝っている。この年で競走馬を引退、馬主であるオグデン・フィップスのもとで繁殖牝馬となった。

## 引退後
繁殖牝馬として8頭の競走馬を産み、そのうちの4頭がステークス競走勝ちを収めている。
ブサンダの産駒のなかで最も重要なものが、1963年に第6子として生まれたトムフールを父に持つ牡馬バックパサーである。トラヴァーズステークスをはじめに多数の大競走で勝ちを収め、1966年の年度代表馬、後世にはアメリカ競馬殿堂や20世紀のアメリカ名馬100選にも選出された。種牡馬・ブルードメアサイアーとしても成功した同馬を通して、ブサンダの血統は現在も残り続けている。
この他にも、牡馬では1961年生まれのビューパーズ（父ダブルジェイ）がフューチュリティステークスなどに優勝したのちに種牡馬入りしている。種牡馬としてモンマスオークス（当時G1）などに勝ったホンキースターなどを出し、母の父としても未勝利に終わったマイビューパーからマイジュリエット（1976年北米最優秀スプリンター）を出して実績を挙げた。ちなみに、マイビューパーの牝系からはアイリッシュオークス優勝馬ウィノナや、日本のハーツクライやダイヤモンドビコーなどが生まれている。
ブサンダ産駒の繁殖牝馬は3頭おり、それぞれの馬もその牝系から名馬を輩出している。代表格は1966年生まれのナヴザップ（父タタン）で、同馬は1984年にウッドワードステークスなどにG1競走で3勝を挙げたポリッシュネイビーを出している。また、1955年生まれのファイナンス（父ナスルーラ）はブリーダーズカップ・ジュヴェナイルフィリーズ優勝馬のアウトスタンディングリーの祖母となり、1957年生まれのオーククラスター（父ナスルーラ）はサンタアニタダービー優勝馬スプレンディドスプルーチェの祖母となった。牝系は現在も続いている。

## 評価

### 主な勝鞍
1949年（2歳）
3着 - セリマステークス
1950年（3歳）
アラバマステークス
2着 - デラウェアオークス
3着 - コーチングクラブアメリカンオークス
1951年（4歳）
ニューキャッスルハンデキャップ、サバーバンハンデキャップ、トップフライトハンデキャップ、サラトガカップ
3着 - マンハッタンハンデキャップ、デインジャーフィールドハンデキャップ
1952年（5歳）
ダイアナハンデキャップ、サラトガカップ（連覇）
2着 - サラトガハンデキャップ

### 表彰
- 1974年 - アケダクト競馬場に、ブサンダの名を冠した「ブサンダステークス」（グレード外・1月中旬・3歳牝馬限定）が創設される。

## 牝系図
牝系図の主要な部分（G1競走優勝馬、日本の重賞馬）は以下の通り。*は日本に輸入された馬。
牝系図の出典：galopp-sieger.de
- Tregonwell's Natural Barb Mare - F-No.1始祖
  - （10代省略）
    - Web 1808 - F-No.1-s始祖
      - （11代省略）
        - La Troienne 1926 ---ラトロワンヌ系へ（F-No.1-x始祖）
          - Businesslike 1939
            - Busanda 1947 ---←(改行)

---↓ブサンダ系
- Busanda 1947 
  - Finance 1955 
    - La Mesa 1970 
      - Outstandingly 1982（ハリウッドスターレットステークス、BCジュヴェナイルフィリーズ）
        - Avice Caro 1989
          - Actoris 1994
            - Screen Star 2005
              - Lumiere 2013（チェヴァリーパークステークス）

        - *センセーション 1993 
          - *サンデースマイルII 2003 
            - フルーキー 2010（チャレンジカップ）
            - スマイルシャワー 2011
              - スマイルスルー 2020（京都ジャンプステークス、小倉ジャンプステークス）

      - La Affirmed 1983 
        - Caress 1991 
          - Sky Mesa 2000（米ホープフルステークス）
          - *アーキオロジー 2002 
            - アルキメデス 2009（朝日チャレンジカップ）

          - Golden Velvet 2003
            - Innovative Idea 2012
              - Matareya 2019（エイコーンステークス）

          - Velvety 2010
            - Maxfield 2017（クラークステークス、ブリーダーズフューチュリティステークス）

        - Bernstein 1997

  - Oak Cluster 1957 
    - Splendid Spree 1970 
      - Splendid Ack Ack 1974 
        - Little Bar Fly 1985 
          - St.Helens Shadow 1993 
            - Officer 1999（米シャンペンステークス）

      - Splendid Spruce 1978（サンタアニタダービー）

  - Buckpasser 1963（トラヴァーズステークスなど）
  - Navsup 1966 
    - *ポリッシュネイビー 1984（米シャンペンステークスなどGI3勝）

## 血統表
| ブサンダの血統（マンノウォー系 / 5代内アウトブリード） | ブサンダの血統（マンノウォー系 / 5代内アウトブリード） | ブサンダの血統（マンノウォー系 / 5代内アウトブリード） | （血統表の出典）                | （血統表の出典）  |
| 父 War Admiral 1934 青鹿毛 アメリカ                    | 父の父Man O' War 1917 栗毛 アメリカ                    | Fair Play                                              | Hastings                        | Hastings          |
| 父 War Admiral 1934 青鹿毛 アメリカ                    | 父の父Man O' War 1917 栗毛 アメリカ                    | Fair Play                                              | Fairy Gold                      |                   |
| 父 War Admiral 1934 青鹿毛 アメリカ                    | 父の父Man O' War 1917 栗毛 アメリカ                    | Mahubah                                                | Rock Sand                       | Rock Sand         |
| 父 War Admiral 1934 青鹿毛 アメリカ                    | 父の父Man O' War 1917 栗毛 アメリカ                    | Mahubah                                                | Merry Token                     |                   |
| 父 War Admiral 1934 青鹿毛 アメリカ                    | 父の母Brushup 1929 鹿毛 アメリカ                       | Sweep                                                  | Ben Brush                       | Ben Brush         |
| 父 War Admiral 1934 青鹿毛 アメリカ                    | 父の母Brushup 1929 鹿毛 アメリカ                       | Sweep                                                  | Pink Domino                     |                   |
| 父 War Admiral 1934 青鹿毛 アメリカ                    | 父の母Brushup 1929 鹿毛 アメリカ                       | Annette K.                                             | Harry of Hereford               | Harry of Hereford |
| 父 War Admiral 1934 青鹿毛 アメリカ                    | 父の母Brushup 1929 鹿毛 アメリカ                       | Annette K.                                             | Bathing Girl                    |                   |
| 母 Businesslike 1939 青鹿毛 アメリカ                   | 母の父Blue Larkspur 1926 鹿毛 アメリカ                 | Black Servant                                          | Black Toney                     | Black Toney       |
| 母 Businesslike 1939 青鹿毛 アメリカ                   | 母の父Blue Larkspur 1926 鹿毛 アメリカ                 | Black Servant                                          | Padula                          |                   |
| 母 Businesslike 1939 青鹿毛 アメリカ                   | 母の父Blue Larkspur 1926 鹿毛 アメリカ                 | Blossom Time                                           | North Star                      | North Star        |
| 母 Businesslike 1939 青鹿毛 アメリカ                   | 母の父Blue Larkspur 1926 鹿毛 アメリカ                 | Blossom Time                                           | Vaila                           |                   |
| 母 Businesslike 1939 青鹿毛 アメリカ                   | 母の母La Troienne 1926 鹿毛 フランス                   | Teddy                                                  | Ajax                            | Ajax              |
| 母 Businesslike 1939 青鹿毛 アメリカ                   | 母の母La Troienne 1926 鹿毛 フランス                   | Teddy                                                  | Rondeau                         |                   |
| 母 Businesslike 1939 青鹿毛 アメリカ                   | 母の母La Troienne 1926 鹿毛 フランス                   | Helene de Troie                                        | Helicon                         | Helicon           |
| 母 Businesslike 1939 青鹿毛 アメリカ                   | 母の母La Troienne 1926 鹿毛 フランス                   | Helene de Troie                                        | Lady of Pedigree F-No.1-s (1-x) |                   |